# Maksim Glushenkov
Maksim Aleksandrovich Glushenkov (tiếng Nga: Максим Александрович Глушенков; sinh ngày 28 tháng 7 năm 1999) là một cầu thủ bóng đá người Nga thi đấu cho FC Chertanovo Moskva.

## Sự nghiệp câu lạc bộ
Anh có màn ra mắt tại Giải bóng đá chuyên nghiệp quốc gia Nga cho FC Chertanovo Moskva vào ngày 29 tháng 7 năm 2016 trong trận đấu với FC Kaluga.
Vào ngày 8 tháng 1 năm 2019, Spartak Moscow thông báo về việc Glushenkov ký hợp đồng với câu lạc bộ.
Anh có trận đấu ra mắt Giải bóng đá Ngoại hạng Nga cho Spartak vào ngày 17 tháng 3 năm 2019 trong trận đấu chạm trán Zenit Saint Petersburg.
Vào ngày 21 tháng 2 năm 2020, anh được Krylia Sovetov Samara mượn tới cuối mùa giải 2019–20.
Vào ngày 2 tháng 2 năm 2021, anh được Khimki cho mượn tới cuối mùa giải 2020–21..
Ngày 23 tháng 7 năm 2021, anh tiếp tục được Krylia Sovetov Samara mượn tới cuối mùa giải 2021–22. Vào ngày 25 tháng 6 năm 2022, Glushenkov trở lại Krylia Sovetov với bản hợp đồng mua đứt có thời hạn 3 năm.
Ngày 28 tháng 12 năm 2022, Glushenkov ký hợp đồng 4 năm với Lokomotiv Moscow.
Vào ngày 20 tháng 6 năm 2024, Glushenkov gia nhập Zenit Saint Petersburg với bản hợp đồng 4 năm cùng lựa chọn gia hạn ở năm thứ 5.